# Classiche del pavé

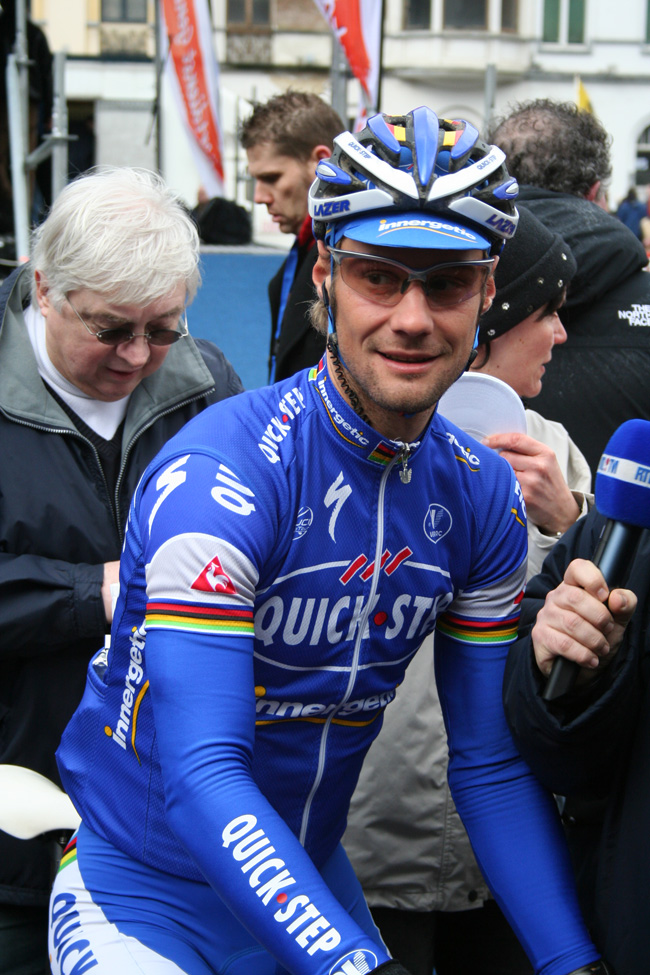
Il belga Tom Boonen, plurivincitore delle classiche del pavé.

Le classiche del pavé, altresì dette classiche fiamminghe o anche classiche del nord, sono delle corse in linea di ciclismo su strada che si tengono ogni anno in primavera tra il Belgio occidentale (Fiandre Occidentali, Fiandre Orientali e Hainaut) e la Francia settentrionale (dipartimento del Nord), caratterizzate dalla presenza di numerosi tratti di pavé e, spesso, anche da avverse condizioni atmosferiche.

## Le tre grandi classiche
Le tre più importanti "classiche" del pavé sono, in ordine di svolgimento:
- Gand-Wevelgem (Gent-Wevelgem), corsa per la prima volta nel 1934;
- Giro delle Fiandre (Ronde van Vlaanderen), corsa per la prima volta nel 1913, era tradizionalmente la prima delle tre grandi classiche del pavé, ma ora è preceduta dalla Gand-Wevelgem;
- Parigi-Roubaix (Paris-Roubaix), corsa per la prima volta nel 1896, è soprannominata la Regina delle Classiche o l'Inferno del Nord.

Queste tre prove costituiscono, insieme alle successive classiche delle Ardenne, la cosiddetta Campagna del Nord.

## Calendario
La stagione delle classiche fiamminghe inizia l'ultimo sabato di febbraio con l'Omloop Het Nieuwsblad, seguito il giorno dopo dalla Kuurne-Bruxelles-Kuurne e il mercoledì successivo da Le Samyn. A metà marzo, di mercoledì, è prevista la Nokere Koerse, di venerdì la Bredene Koksijde Classic e la domenica il Grand Prix de Denain.
Si arriva quindi alla cosiddetta "Settimana ciclistica fiamminga" (Vlaamse Wielerweek), che nel giro di 12 giorni presenta cinque corse: il penultimo mercoledì di marzo la Driedaagse Brugge-De Panne (dapprima corsa a tappe di tre giorni, dal 2018 diventata classica da un giorno adatta ai velocisti), il venerdì seguente la E3 Harelbeke, chiamato anche "piccolo giro delle Fiandre", di domenica la Gand-Wevelgem, classica adatta alle ruote veloci, mentre l'ultimo mercoledì la Dwars door Vlaanderen, per concludersi quindi con il Giro delle Fiandre la prima domenica di aprile.
Le ultime due classiche del pavé sono quindi il mercoledì successivo lo Scheldeprijs, adatta ai velocisti, e la seconda domenica d'aprile la Parigi-Roubaix.
Tutto per un totale di 13 prove.

## Statistiche
I ciclisti che sono riusciti a vincere tutte le tre grandi classiche del pavé sono Tom Boonen, Eddy Merckx, Rik Van Looy, Peter Sagan, Raymond Impanis, Walter Godefroot, Jan Raas, Eric Vanderaerden e Noël Foré; di questi, solamente Van Looy e Boonen sono riusciti a fare loro le tre prove sul pavé nello stesso anno.
Di seguito sono elencati i ciclisti con almeno cinque vittorie totali nelle classiche del pavé.
| Pos. | Corridore            | Gand-Wevelgem | Giro delle Fiandre | Parigi-Roubaix | Totale |
| ---- | -------------------- | ------------- | ------------------ | -------------- | ------ |
| 1    | Tom Boonen           | 3             | 3                  | 4              | 10     |
| 2    | Eddy Merckx          | 3             | 2                  | 3              | 8      |
| 2    | Rik Van Looy         | 3             | 2                  | 3              | 8      |
| 4    | Johan Museeuw        | 0             | 3                  | 3              | 6      |
| 4    | Fabian Cancellara    | 0             | 3                  | 3              | 6      |
| 4    | Mathieu van der Poel | 0             | 3                  | 3              | 6      |
| 7    | Roger De Vlaeminck   | 0             | 1                  | 4              | 5      |
| 7    | Peter Sagan          | 3             | 1                  | 1              | 5      |

## Elenco vincitori
| Anno | Gand-Wevelgem            | Giro delle Fiandre   | Parigi-Roubaix           |
| ---- | ------------------------ | -------------------- | ------------------------ |
| 1896 |                          |                      | Josef Fischer            |
| 1897 |                          |                      | Maurice Garin            |
| 1898 |                          |                      | Maurice Garin            |
| 1899 |                          |                      | Albert Champion          |
| 1900 |                          |                      | Émile Bouhours           |
| 1901 |                          |                      | Lucien Lesna             |
| 1902 |                          |                      | Lucien Lesna             |
| 1903 |                          |                      | Hippolyte Aucouturier    |
| 1904 |                          |                      | Hippolyte Aucouturier    |
| 1905 |                          |                      | Louis Trousselier        |
| 1906 |                          |                      | Henri Cornet             |
| 1907 |                          |                      | Georges Passerieu        |
| 1908 |                          |                      | Cyrille Van Hauwaert     |
| 1909 |                          |                      | Octave Lapize            |
| 1910 |                          |                      | Octave Lapize            |
| 1911 |                          |                      | Octave Lapize            |
| 1912 |                          |                      | Charles Crupelandt       |
| 1913 |                          | Paul Deman           | François Faber           |
| 1914 |                          | Marcel Buysse        | Charles Crupelandt       |
| 1915 |                          | N.D.                 | N.D.                     |
| 1916 |                          | N.D.                 | N.D.                     |
| 1917 |                          | N.D.                 | N.D.                     |
| 1918 |                          | N.D.                 | N.D.                     |
| 1919 |                          | Henri Van Lerberghe  | Henri Pélissier          |
| 1920 |                          | Jules Van Hevel      | Paul Deman               |
| 1921 |                          | René Vermandel       | Henri Pélissier          |
| 1922 |                          | Léon Devos           | Albert Dejonghe          |
| 1923 |                          | Heiri Suter          | Heiri Suter              |
| 1924 |                          | Gérard Debaets       | Jules Van Hevel          |
| 1925 |                          | Julien Delbecque     | Félix Sellier            |
| 1926 |                          | Denis Verschueren    | Julien Delbecque         |
| 1927 |                          | Gérard Debaets       | Georges Ronsse           |
| 1928 |                          | Jan Mertens          | André Leducq             |
| 1929 |                          | Joseph Dervaes       | Charles Meunier          |
| 1930 |                          | Frans Bonduel        | Julien Vervaecke         |
| 1931 |                          | Romain Gijssels      | Gaston Rebry             |
| 1932 |                          | Romain Gijssels      | Romain Gijssels          |
| 1933 |                          | Alfons Schepers      | Sylvère Maes             |
| 1934 | Gustave Van Belle        | Gaston Rebry         | Gaston Rebry             |
| 1935 | Albert Depreitre         | Louis Duerloo        | Gaston Rebry             |
| 1936 | Robert Van Eenaeme       | Louis Hardiquest     | Georges Speicher         |
| 1937 | Robert Van Eenaeme       | Michel D'Hooghe      | Jules Rossi              |
| 1938 | Hubert Godart            | Edgard De Caluwé     | Lucien Storme            |
| 1939 | André Declerck           | Karel Kaers          | Émile Masson jr.         |
| 1940 | N.D.                     | Achiel Buysse        | N.D.                     |
| 1941 | N.D.                     | Achiel Buysse        | N.D.                     |
| 1942 | N.D.                     | Briek Schotte        | N.D.                     |
| 1943 | N.D.                     | Achiel Buysse        | Marcel Kint              |
| 1944 | N.D.                     | Rik Van Steenbergen  | Maurice Desimpelaere     |
| 1945 | Robert Van Eenaeme       | Sylvain Grysolle     | Paul Maye                |
| 1946 | Ernest Sterckx           | Rik Van Steenbergen  | Georges Claes            |
| 1947 | Maurice Desimpelaere     | Emiel Faignaert      | Georges Claes            |
| 1948 | Valère Ollivier          | Briek Schotte        | Rik Van Steenbergen      |
| 1949 | Marcel Kint              | Fiorenzo Magni       | André Mahé e Serse Coppi |
| 1950 | Briek Schotte            | Fiorenzo Magni       | Fausto Coppi             |
| 1951 | André Rosseel            | Fiorenzo Magni       | Antonio Bevilacqua       |
| 1952 | Raymond Impanis          | Roger Decock         | Rik Van Steenbergen      |
| 1953 | Raymond Impanis          | Wim van Est          | Germain Derycke          |
| 1954 | Rolf Graf                | Raymond Impanis      | Raymond Impanis          |
| 1955 | Briek Schotte            | Louison Bobet        | Jean Forestier           |
| 1956 | Rik Van Looy             | Jean Forestier       | Louison Bobet            |
| 1957 | Rik Van Looy             | Fred De Bruyne       | Fred De Bruyne           |
| 1958 | Noël Foré                | Germain Derycke      | Léon Van Daele           |
| 1959 | Léon Van Daele           | Rik Van Looy         | Noël Foré                |
| 1960 | Frans Aerenhouts         | Arthur Decabooter    | Pino Cerami              |
| 1961 | Frans Aerenhouts         | Tom Simpson          | Rik Van Looy             |
| 1962 | Rik Van Looy             | Rik Van Looy         | Rik Van Looy             |
| 1963 | Benoni Beheyt            | Noël Foré            | Emile Daems              |
| 1964 | Jacques Anquetil         | Rudi Altig           | Peter Post               |
| 1965 | Noël De Pauw             | Jo de Roo            | Rik Van Looy             |
| 1966 | Herman Van Springel      | Edward Sels          | Felice Gimondi           |
| 1967 | Eddy Merckx              | Dino Zandegù         | Jan Janssen              |
| 1968 | Walter Godefroot         | Walter Godefroot     | Eddy Merckx              |
| 1969 | Willy Vekemans           | Eddy Merckx          | Walter Godefroot         |
| 1970 | Eddy Merckx              | Eric Leman           | Eddy Merckx              |
| 1971 | Georges Pintens          | Evert Dolman         | Roger Rosiers            |
| 1972 | Roger Swerts             | Eric Leman           | Roger De Vlaeminck       |
| 1973 | Eddy Merckx              | Eric Leman           | Eddy Merckx              |
| 1974 | Barry Hoban              | Cees Bal             | Roger De Vlaeminck       |
| 1975 | Freddy Maertens          | Eddy Merckx          | Roger De Vlaeminck       |
| 1976 | Freddy Maertens          | Walter Planckaert    | Marc Demeyer             |
| 1977 | Bernard Hinault          | Roger De Vlaeminck   | Roger De Vlaeminck       |
| 1978 | Ferdi Van Den Haute      | Walter Godefroot     | Francesco Moser          |
| 1979 | Francesco Moser          | Jan Raas             | Francesco Moser          |
| 1980 | Henk Lubberding          | Michel Pollentier    | Francesco Moser          |
| 1981 | Jan Raas                 | Hennie Kuiper        | Bernard Hinault          |
| 1982 | Frank Hoste              | René Martens         | Jan Raas                 |
| 1983 | Leo van Vliet            | Jan Raas             | Hennie Kuiper            |
| 1984 | Guido Bontempi           | Johan Lammerts       | Seán Kelly               |
| 1985 | Eric Vanderaerden        | Eric Vanderaerden    | Marc Madiot              |
| 1986 | Guido Bontempi           | Adrie van der Poel   | Seán Kelly               |
| 1987 | Teun van Vliet           | Claude Criquielion   | Eric Vanderaerden        |
| 1988 | Seán Kelly               | Eddy Planckaert      | Dirk Demol               |
| 1989 | Gerrit Solleveld         | Edwig Van Hooydonck  | Jean-Marie Wampers       |
| 1990 | Herman Frison            | Moreno Argentin      | Eddy Planckaert          |
| 1991 | Djamolidine Abdoujaparov | Edwig Van Hooydonck  | Marc Madiot              |
| 1992 | Mario Cipollini          | Jacky Durand         | Gilbert Duclos-Lassalle  |
| 1993 | Mario Cipollini          | Johan Museeuw        | Gilbert Duclos-Lassalle  |
| 1994 | Wilfried Peeters         | Gianni Bugno         | Andrei Tchmil            |
| 1995 | Lars Michaelsen          | Johan Museeuw        | Franco Ballerini         |
| 1996 | Tom Steels               | Michele Bartoli      | Johan Museeuw            |
| 1997 | Philippe Gaumont         | Rolf Sørensen        | Frédéric Guesdon         |
| 1998 | Frank Vandenbroucke      | Johan Museeuw        | Franco Ballerini         |
| 1999 | Tom Steels               | Peter Van Petegem    | Andrea Tafi              |
| 2000 | Geert Van Bondt          | Andrei Tchmil        | Johan Museeuw            |
| 2001 | George Hincapie          | Gianluca Bortolami   | Servais Knaven           |
| 2002 | Mario Cipollini          | Andrea Tafi          | Johan Museeuw            |
| 2003 | Andreas Klier            | Peter Van Petegem    | Peter Van Petegem        |
| 2004 | Tom Boonen               | Steffen Wesemann     | Magnus Bäckstedt         |
| 2005 | Nico Mattan              | Tom Boonen           | Tom Boonen               |
| 2006 | Thor Hushovd             | Tom Boonen           | Fabian Cancellara        |
| 2007 | Marcus Burghardt         | Alessandro Ballan    | Stuart O'Grady           |
| 2008 | Óscar Freire             | Stijn Devolder       | Tom Boonen               |
| 2009 | Edvald Boasson Hagen     | Stijn Devolder       | Tom Boonen               |
| 2010 | Bernhard Eisel           | Fabian Cancellara    | Fabian Cancellara        |
| 2011 | Tom Boonen               | Nick Nuyens          | Johan Vansummeren        |
| 2012 | Tom Boonen               | Tom Boonen           | Tom Boonen               |
| 2013 | Peter Sagan              | Fabian Cancellara    | Fabian Cancellara        |
| 2014 | John Degenkolb           | Fabian Cancellara    | Niki Terpstra            |
| 2015 | Luca Paolini             | Alexander Kristoff   | John Degenkolb           |
| 2016 | Peter Sagan              | Peter Sagan          | Mathew Hayman            |
| 2017 | Greg Van Avermaet        | Philippe Gilbert     | Greg Van Avermaet        |
| 2018 | Peter Sagan              | Niki Terpstra        | Peter Sagan              |
| 2019 | Alexander Kristoff       | Alberto Bettiol      | Philippe Gilbert         |
| 2020 | Mads Pedersen            | Mathieu van der Poel | N.D.                     |
| 2021 | Wout Van Aert            | Kasper Asgreen       | Sonny Colbrelli          |
| 2022 | Biniam Girmay            | Mathieu van der Poel | Dylan van Baarle         |
| 2023 | Christophe Laporte       | Tadej Pogačar        | Mathieu van der Poel     |
| 2024 | Mads Pedersen            | Mathieu van der Poel | Mathieu van der Poel     |
| 2025 | Mads Pedersen            | Tadej Pogačar        | Mathieu van der Poel     |